# Yeison Delgado
Pour les articles homonymes, voir Delgado.
Delgado  Ortega est un nom espagnol. Le premier nom de famille, en général paternel, est Delgado ; le second, en général maternel, souvent omis, est Ortega.
Yeison Rogelio Delgado Ortega est un coureur cycliste vénézuélien, né le 14 avril 1977 à Cúcuta. 

## Biographie
Le 1er janvier 2005, il figure parmi une liste de neuf coureurs contrôlés positifs à l'EPO ou à la testostérone lors du Tour du Guatemala 2004, dont il avait pris la septième place. Il est déclassé et suspendu pour une durée de deux ans.
En 2013, il remporte une étape et le classement général du Tour du Táchira.

## Palmarès
- 2000
  - 2e du Tour du Venezuela
- 2001
  - 4e étape du Tour de Colombie
- 2003
  - 9e étape du Tour du Táchira
  - 3e du Tour du Táchira
- 2008
  - 2e du Tour du Táchira
  - 3e du Clásico Virgen de la Consolación de Táriba
- 2009
  - Tour du Trujillo :
    - Classement général
    - 2e étape
- 2011
  - 3e du Tour du Trujillo
  - 3e du Tour du Chiapas
- 2013
  - Tour du Táchira :
    - Classement général
    - 7e étape
- 2014
  - 4e étape du Tour du Trujillo
  - 3e du Tour du Trujillo
- 2015
  - 3e du Tour du Táchira

## Classements mondiaux
| Année            | 2007 | 2008 | 2009 | 2010 | 2011 | 2012 | 2013 | 2014 | 2015 | 2016 |
| ---------------- | ---- | ---- | ---- | ---- | ---- | ---- | ---- | ---- | ---- | ---- |
| UCI America Tour | 182e | 60e  | 246e | 345e | 143e | 77e  | 22e  | 209e | 184e | 210e |